# Mindilóglion
Mindilóglion (Mintilogli, Midilogli) är en ort i Grekland.   Den ligger i prefekturen Nomós Achaḯas och regionen Västra Grekland, i den centrala delen av landet, 180 km väster om huvudstaden Aten. Mindilóglion ligger 45 meter över havet och antalet invånare är 2 120.
Terrängen runt Mindilóglion är varierad. Havet är nära Mindilóglion åt nordväst. Runt Mindilóglion är det ganska tätbefolkat, med 86 invånare per kvadratkilometer. Närmaste större samhälle är Patras, 7,3 km norr om Mindilóglion. Trakten runt Mindilóglion består till största delen av jordbruksmark.